# Jean-Baptiste-Guillaume Cesbron d'Argonne
Jean-Baptiste Guillaume Cesbron d'Argonne, né le 16 septembre 1733 à Angers et mort le 21 janvier 1794, est un chef vendéen durant la guerre de Vendée.

## Biographie
Il débuta dans la carrière militaire en 1760. Officier des grenadiers au régiment de Conti, au régiment de Poitou et au régiment de Touraine. Il est fait chevalier de l'ordre de Saint-Louis.
Devenu officier vendéen à la révolution, il fut l'un des chefs vendéens sous les ordres de Cathelineau, de d'Elbée et de Stofflet.
Il est nommé gouverneur de Cholet en 1793 après la prise de la ville par les royalistes.
Son frère Charles-Pierre Cesbron d'Argonne, prieur commanditaire du prieuré de Thoré et abbé de Saint-Florent-le-Vieil, deviendra commandant de la place de Saint-Florent-le-Vieil et fut tué par les Républicains en revenant de la virée de Galerne le 21 janvier 1794